# Fallsundet
Fallsundet är ett sund i Finland. Det ligger i Pargas i landskapet Egentliga Finland, i den sydvästra delen av landet, 150 km väster om huvudstaden Helsingfors.
Fallsundet ligger mellan Ålön i norr och Mattholm och Lenholmen i söder. Det ansluter till Västermälösundet i väster och till Kyrkfjärden i öster.